# Esame di coscienza

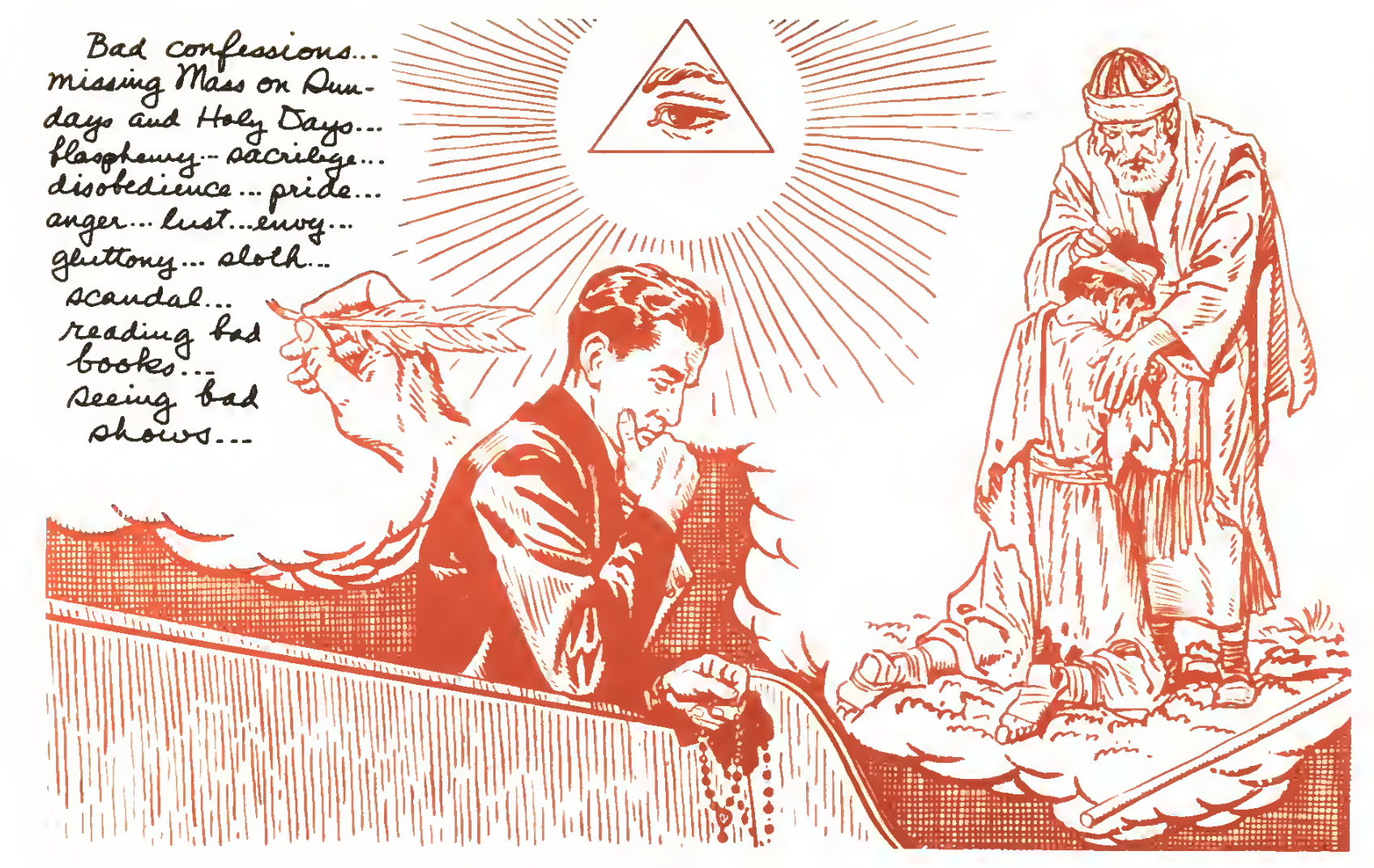
Esame di coscienza: illustrazione di un testo statunitense di catechismo (1949)

L'esame di coscienza è, per la Chiesa cattolica e la Chiesa ortodossa, la pratica spirituale, propedeutica al sacramento della penitenza, con cui il credente richiama alla memoria i propri peccati con la volontà di non commetterli più e cercando così di migliorare la propria vita. Per estensione, l'esame di coscienza è anche un'intima riflessione su se stessi, sul proprio operato. In questa seconda accezione l'esame di coscienza è presente in molte diverse culture laiche e religiose.

## Civiltà greco-romana
L'esame di coscienza era una pratica già presente tra i pitagorici, gli stoici e gli epicurei.
Per gli adepti delle scuole filosofiche ellenistico-romane l'esame di coscienza era il mezzo per rendersi conto quotidianamente della misura in cui si erano adempiuti o meno i propri doveri. Era dunque un mezzo per valutare il proprio progresso sulla «via della perfezione», ovvero sulla via del conseguimento della padronanza di sé, del dominio ottenuto sulle proprie passioni.

## Ebraismo
Nell'ebraismo l'esame di coscienza è una dimensione essenziale della preghiera. Secondo il rabbino David Rosen: «La preghiera è il modo in cui gli esseri umani esprimono il loro rapporto con Dio. All'interno della tradizione ebraica essa può assumere diversi aspetti. Il termine ebraico lehitpallel è la forma riflessiva del verbo palel, giudicare. In altre parole il termine "pregare" intende un'azione di autogiudizio, di riflessione sulla propria vita, di considerazione della direzione presa, di introspezione. Insomma, il compito principale della preghiera consiste in un'opera di autoanalisi e di introspezione al cospetto di Dio, di esame di se stessi di fronte alla verità e alla realtà. Il suo scopo principale non è di chiedere qualcosa a Dio, ma piuttosto di darci la possibilità di migliorare».

## Cristianesimo
Anche nel mondo cristiano l'esame di coscienza è una pratica importante, da utilizzare frequentemente, ad esempio la sera prima di addormentarsi in accordo con la raccomandazione del Salmo 4,5b: "nel silenzio, sul vostro letto, esaminate il vostro cuore" (traduzione Nuova CEI). In particolare le chiese che praticano il sacramento della penitenza raccomandano che esso sia preceduto dall'esame di coscienza. L'articolo 1454 del Catechismo della Chiesa Cattolica recita: «È bene prepararsi a ricevere questo sacramento con un esame di coscienza fatto alla luce della Parola di Dio. I testi più adatti a questo scopo sono da cercarsi nella catechesi morale dei Vangeli e delle lettere di Paolo: il Discorso della Montagna e gli insegnamenti apostolici». In nota il Catechismo propone come insegnamenti apostolici alcuni capitoli tratti dalle lettere di Paolo e precisamente Rom 12-15; 1 Cor 12-13; Gal 5; Ef 4-6.